# Підляшшя (УНР)
Підляшшя — земля Української Народної Республіки. Адміністративно-територіальна одиниця найвищого рівня. Земський центр — місто Брест-Литовський. Утворена з Холмської губернії (Холмщина та Підляшшя) і південної половини Гродненської губернії (Берестейщина). Заснована 6 березня 1918 року згідно із Законом «Про адміністративно-територіальний поділ України», що був ухвалений Українською Центральною Радою. Скасована 29 квітня 1918 року гетьманом України Павлом Скоропадським, що повернув старий губернський поділ часів Російської імперії.